# Лоркан мак Катайл

Ирландия в середине IX — начале XI века

Лоркан мак Катайл (др.‑ирл. Lorcán mac Cathail; умер не ранее 864) — король Миде (862—864) из рода Кланн Холмайн.

## Биография
В средневековых исторических источниках о происхождении Лоркана мак Катайла не упоминается. В ирландских анналах сообщается о смерти в 843 году Катала, сына верховного короля Ирландии Конхобара мак Доннхады. Предполагается, что Лоркан мог быть сыном этого Катала. Возможно, кончина Катала мак Конхобайра была связана с междоусобием, начавшимся в Миде после смерти короля Маэл Руанайда мак Доннхады: Катал был в то время старейшим членом рода Кланн Холмайн и на основании этого мог претендовать на королевский престол. Другими претендентами на власть над Миде были два сына скончавшегося короля Маэл Руанайда — Фланн и Маэлсехнайлл мак Маэл Руанайд. Первый из них смог овладеть престолом Миде, но уже 845 году потерпел поражение в сражении с братом. Фланн пал на поле боя, а Маэлсехнайлл получил власть над королевством своего отца. В 846 году он стал также и верховным королём Ирландии.
Король Маэлсехнайлл мак Маэл Руанайд скончался в конце ноября 862 года. Во «Фрагментарных анналах Ирландии» сообщается о том, что верховный король был убит, но не приводится никаких подробностей об обстоятельствах этого события. После смерти Маэлсехнайлла власть над Миде унаследовал Лоркан мак Катайл, вероятно, старейший на тот момент член рода Кланн Холмайн. Взойдя на престол, он был вынужден разделить власть над Миде со своим дальним родственником Конхобаром мак Доннхадой, внуком Фланна мак Маэл Руанайда, ставшим королём-соправителем. Титул же верховного короля Ирландии перешёл к правителю Айлеха Аэду Финдлиату из рода Кенел Эогайн.
Вскоре после своего вступления на престол Лоркан мак Катайл начал войну против короля Наута (Северной Бреги) Фланна мак Конайнга. В 863 году войско во главе с королём Лорканом и его союзниками, предводителями дублинских викингов Анлавом, Иваром и Аслом, не только разорило земли Бреги, но и впервые с начала вторжения норманнов разграбило богатые королевские погребения в Ньюгрейндже, Науте, Дауте и Дроэде.
Подобные действия противоречили интересам Аэда Финдлиата, союзником которого был король Фланн мак Конайнг. Выступив защитником не только своего союзника, но и ирландских традиций посмертного почитания носителей королевской власти, верховный король Ирландии в 864 году повелел схватить и ослепить Лоркана мак Катайла. После этого изувеченный король Миде был вынужден отречься от престола. Вероятно, дублинские викинги попытались воспользоваться ситуацией, чтобы расширить свои владения, так как в том же году Анлав совершил поход в Миде, во время которого пленил, а затем казнил в Клонарде соправителя Лоркана, короля Конхобара мак Доннхаду. Эти события привели к приходу к власти в Миде более лояльного Аэду Финдлиату монарха — Доннхада мак Аэдакайна, двоюродного брата короля Лоркана.
О дальнейшей судьбе Лоркана мак Катайла сведений в исторических источниках не сохранилось. В анналах упоминается о том, что неназванный по имени сын Лоркана, бывший королём племени луигни, в 901 году участвовал в убийстве Маэл Руанайда, наследника верховного короля Ирландии Фланна Синны. Сообщниками сына Лоркана в этом преступлении были сыновья Кернаха мак Тайдга. На основании известий об этом событии Т. М. Чарльз-Эдвардс сделал предположение о том, что и сам Лоркан мог быть выходцем из этого племени. Согласно мнению этого историка, Лоркан мог не быть членом рода Кланн Холмайн. Возможно, он был назначен Маэлсехнайллом мак Маэл Руанайдом своим наместником в Миде на то время, когда верховный король находился в отдалённых от своих наследственных земель областях Ирландии. Однако в «Анналах четырёх мастеров» сын Лоркана упоминается не как правитель луигни, а только как сын короля Миде.